# Governador Mangabeira
Governador Mangabeira là một đô thị thuộc bang Bahia, Brasil. Đô thị này có diện tích 94,359 km², dân số năm 2007 là 19793 người, mật độ 209,76 người/km².